# La montaña de cristal
La montaña de cristal (en inglés: The Glass Mountain) es una película ítalo-británica de 1949, dirigida por Henry Cass y Edoardo Anton.

## Trama
Richard Wilder es un compositor inglés que está trabajando en la que podría ser su obra maestra, aunque pueda suponer el fin de su matrimonio. Durante la Segunda Guerra Mundial hacía falta como piloto de la RAF y en una acción de guerra su avión ha sido abatido sobre los Dolomitas. Gracias a las curas de Alida, una chica que lucha en la resistencia, se repone muy pronto y empieza a elaborar un informe con ella.  Alida le cuenta una leyenda del sitio según la cual el fantasma de una chica llama su antiguo amor sobre la montaña de cristal para luego hacerlo precipitar. Al acabar la guerra, Richard regresa con su esposa Ann y empieza a trabajar en una obra que recoge como inspiración propia la leyenda que le ha contado Alida. Decide volver en Italia donde encuentra Alida y logra completar la obra.
A la antes de Venecia obtiene un grande sucedido pero ahora Richard debe elegir entre la esposa Ann y su musa Alida.

## Producción
La película fue una coproducción anglo-italiana, producido por Victoria Film (Productions) Ltd. y por la italiana Scalera Film S.p.a.
Los actores ingleses Michael Denison y Dulcie Gray estaban casados en la realidad y formaban una pareja muy afianzada sobre la escena, y muy apreciada por la audiencia inglesa. La parte final con la representación de la obra compuesta del protagonista ve la participación de auténticos cantantes de ópera: Tito Gobbi y Elena Rizzieri.

## Distribución
Distribuida por la Renown Pictures Corporation, se estrenó en las salas cinematográficas británicas el 9 de marzo de 1949. Fue uno de los mayores éxitos del año, y fue repuesto en las salas  el año siguiente y hasta en 1953.